# Daniel Everett
Daniel L. Everett (Holtville, 1951) é um linguista estadunidense notório por seus estudos realizados sobre a língua pirahã no estado brasileiro do Amazonas desde 1977. Everett afirma que tal língua teria elementos que contradizem a gramática universal defendida e reformulada ao longo dos anos por Noam Chomsky e seu grupo de estudos. Apesar de ter vindo ao Brasil através do Summer Institute of Linguistics, um grupo dedicado ao estudo linguístico e à tradução da Bíblia, Everett se diz ateu após conviver anos com culturas tão distintas.